# La recerca de la felicitat
La recerca de la felicitat (títol original en anglès: The pursuit of happyness) és una pel·lícula dramàtica dirigida pel realitzador italià Gabriele Muccino l'any 2006 i nominada a l'Oscar. És protagonitzada per Will Smith i el seu fill Jaden Christopher Syre Smith. Va ser doblada al català.
És una pel·lícula biogràfica de Chris Gardner, basada en el llibre que ell mateix va escriure, que narra la seva lluita per la supervivència econòmica fins que va aconseguir entrar en una empresa de corredors de borsa.

## Argument
La pel·lícula comença l'any 1981 a San Francisco, Califòrnia. La Linda i en Chris Gardner viuen en un petit apartament amb el seu fill, en Christopher. En Chris ha invertit els estalvis de la família en una franquícia de venda d'escàners mèdics. Aquests escàners donen una millor imatge dels ossos però, molts dels metges que en Chris visita per vendre el seu producte troben que el seu preu és massa car. La Linda treballa a la tintoreria d'un hotel. La tensió entre la parella augmenta quan les factures es continuen acumulant i no poden pagar el lloguer del pis. A més, en Chris sovint aparca el seu cotxe a zones inhabilitades per tal funció i, després de rebre diverses multes, l'Administració se li queda el cotxe. Finalment, la Linda, cansada de la seva situació, marxa a Nova York a buscar un millor treball i deixa el seu fill al càrrec del seu pare.
La situació es complica quan en Chris accepta un interinatge sense sou a l'empresa de corredors de borsa Dean Witter Reynolds que promet treball segur a només un interí al final d'aquest període d'aprenentatge. La manca d'un sou fix i la dificultat que té en Chris per vendre els escàners que li queden fan que quedi cobert de deutes i tant ell com el seu fill siguin desallotjats del seu pis. Després de passar diverses nits dormint als lavabos del metro i als autobusos, es presenten a l'Església Glide Memorial on es deixen habitacions per poder passar la nit. Malauradament, l'Església no reserva les habitacions. Així, algunes vegades en Chris aconsegueix que els donin una habitació on poder dormir, però, a vegades, també han de passar la nit al carrer.
Mentre fa tot el possible per donar una espècie de vida familiar al seu fill en algunes de les circumstàncies més dures, en Chris està cada cop més segur de voler acabar el seu programa d'interinatge. Al final, els seus esforços tenen un bon resultat i l'empresa l'escull a ell com a nou broker. Tal com comenta ell al final de la pel·lícula, aquella part de la seva vida, aquella petita part, es deia «felicitat».

## Repartiment
- Will Smith: Chris Gardner
- Jaden Smith: Christopher Gardner
- Thandie Newton: Linda Gardner
- Brian Howe: Jay Twistle
- James Karen: Martin Frohm
- Dan Castellaneta: Alan Frakesh
- Kurt Fuller: Walter Ribbon
- Scott Klace: Tim Brophy

## Producció
A Rodant Pursuit: Un italià dona forma al somni americà, un documental del DVD sobre la pel·lícula, el seu productor i actor Will Smith hi comenta la raó de què considerés al director italià Gabriele Muccino per a dirigir-la quan, no només no era americà sinó que, a més, el seu coneixement d'anglès era mínim. Segons explica, havia quedat molt impressionat amb dues de les pel·lícules de Muccino, Ricordati di me i L'ultimo bacio, i per això va arreglar una reunió amb ell a París aprofitant que hi estava promocionant Hitch. Muccino es va adonar de seguida de què Happyness era essencialment una història sobre la realització del somni americà, un concepte que sovint entenen més bé els estrangers que els mateixos americans. La seva conversa sobre com s'aproparia a la temàtica del film va convèncer a Smith qui es va adonar que Muccino era la persona adequada per aquell treball.
El vertader fill d'en Chris, en Christopher, durant l'època que es representava a la pel·lícula era només un nadó, però, per tal de fer les escenes amb el nen menys problemàtiques, en el guió es va decidir afegir-li cinc anys més. Muccino va entrevistar a centenars de nens pel seu paper. Finalment, convençut de la millor química que hi hauria entre pare i fill, va comentar a en Will Smith que el seu fill, Jaden, seria un bon candidat per a aquella interpretació. Pare i fill: Dins i fora la pantalla, un bonus track que s'afegeix al DVD, explora la bona relació professional que van viure els dos.
En qualitat d'assessor, Chris Gardner va suggerir, a l'hora de fer la pel·lícula, que s'incorporés també algunes escenes amb el pastor del Glide Memorial, Cecil Williams. A L'home darrere la pel·lícula: Una conversa amb Chris Gardner (un altre documental del DVD) hi explica que aquesta era una manera, per ell, d'honorar a un home que el va ajudar a sobreviure en un dels períodes més negres de la seva vida. El mateix Gardner també hi apareix breument a l'escena del final.
El rodatge es va dur a terme a la ciutat de San Francisco, en concret, al seu Districte Financer, al barri de Chinatown, a l'Estació de Glen Park, al Noe Valley, als Pacific Heights, al Golden Gate Park, i al Candlestick Park.
La banda sonora de la pel·lícula inclou: "A Father's Way" de Seal; "Feelin' Alright" de Joe Cocker; "This Masquerade" de George Benson; "Jesus Children of America" i "Higher Ground" de Stevie Wonder; "Morning, Morning" de Richie Havens; "Young Man" de Richard Dorfmeister, Peter Kruder i Mose Allison; "Bridge over Troubled Water" de Roberta Flack; i "Lord, Don't Move That Mountain" del cor del Glide.
El mateix cap de setmana de la seva estrena, la pel·lícula va entrar al número 1 de les llistes de les estrenes cinematogràfiques, guanyant al voltant de 27 milions de dòlars i superant a altres pel·lícules de més promoció com Eragon i La teranyina de la Carlota. En total, va arribar a recaptar uns 162.586.036 dòlars als Estats Units i 141.700.000 a l'estranger, fent una suma de 304.286.036 dòlars a tot el món. A més, el novembre de 2007 s'hi van afegir els 89.923.088 dòlars que va obtenir de les vendes del seu DVD.

## Premis i nominacions

### Nominacions
- 2007: Oscar al millor actor per Will Smith
- 2007: Globus d'Or al millor actor dramàtic per Will Smith
- 2007: Globus d'Or a la millor cançó original per Seal i Christopher Bruce amb "A Father's Way"
- 2007: Premi del Sindicat d'Actors al millor actor protagonista per Will Smith

## Curiositats
- El títol de la pel·lícula prové de les paraules que en Thomas Jefferson va plasmar al Preàmbul de la Declaració d'Independència dels Estats Units on diu que "tots els homes tenen uns drets inal·lienables, entre els quals hi ha la vida, la llibertat i la recerca de la felicitat".
- El nom original de la pel·lícula és "The Pursuit of Happyness", mentre que correctament hauria d'estar escrit com "Happiness" en comptes de "Happyness". La paraula “felicitat” s'ha escrit així perquè a l'escola on el fill d'en Chris estudiava hi havia aquest nom escrit a la paret amb aquest error ortogràfic. Traduït equivaldria a dir "La recerca de la felicitat".